# Faro del Bicentenario

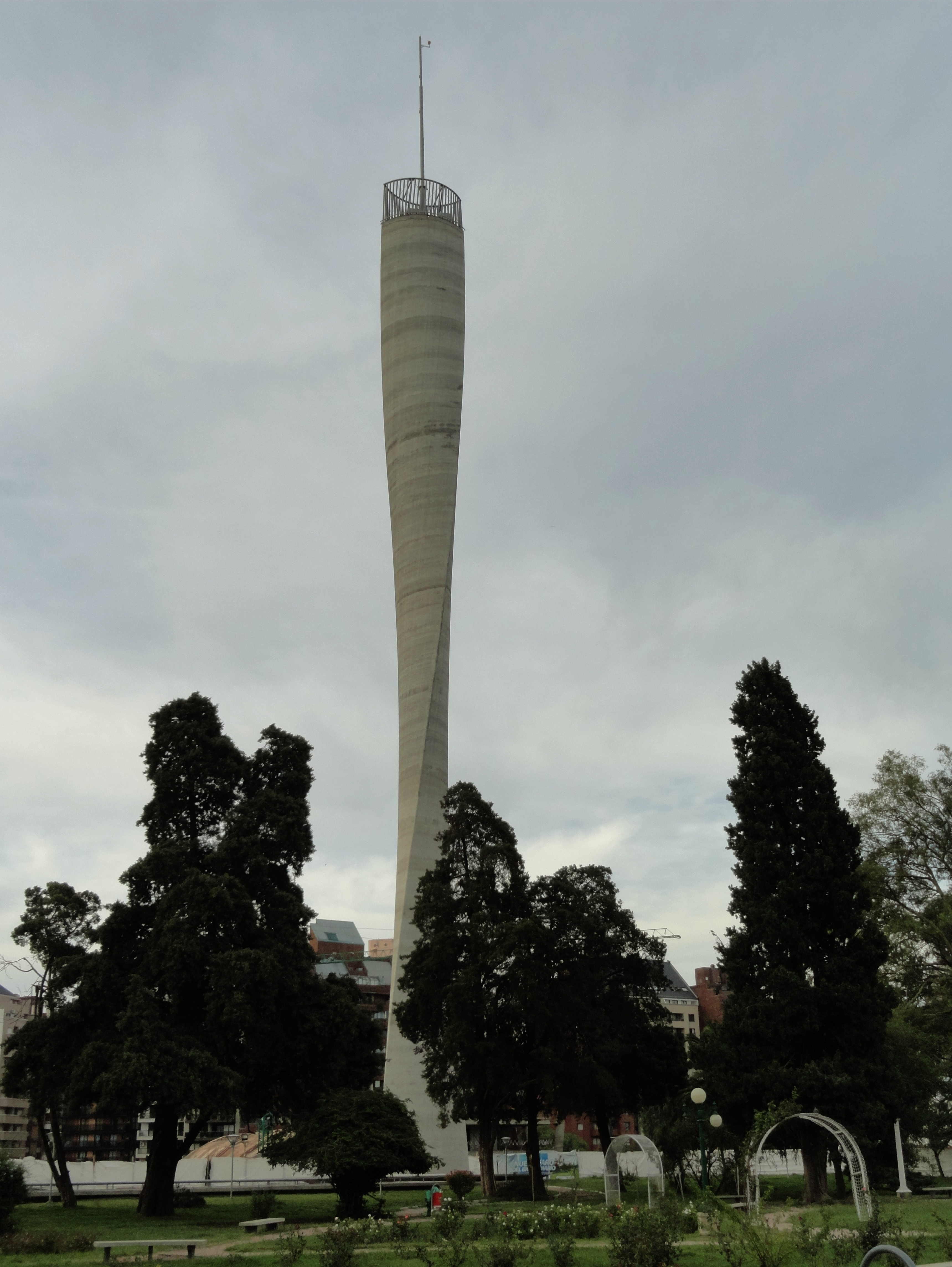
Vista a pocos metros del faro.

El Faro del Bicentenario es un monumento emplazado en el Parque Sarmiento, en la ciudad de Córdoba, Argentina. El nombre es un homenaje al Bicentenario de Argentina.
Con 80 metros de altura en la azotea, si bien la antena con baliza que lo corona le eleva a los 102 m, es el tercer faro estructural más alto del mundo y el quinto en altura focal[cita requerida] . El monumento fue planificado en 2010 junto al denominado Centro Cultural Córdoba y Archivo Histórico. Estas estructuras pretenden ocupar 1500 metros cuadrados, que contarán con una sala de exposiciones y un auditorio.
El 2 de junio de 2011 se inauguró la obra, aún faltándole el revestimiento externo que consiste en paneles de cristal, tal como lo indica el proyecto original. El acto contó con la presencia del gobernador cordobés Juan Schiaretti. Durante el acto, Schiaretti afirmó que el Faro pretendía ser un ícono para la ciudad, como lo es el Monumento a la Bandera en la ciudad de Rosario o el Obelisco en la Ciudad Autónoma de Buenos Aires.
A principios de noviembre de 2011, el Faro cobró popularidad a raíz de un grupo de usuarios cordobeses de Facebook que, a modo de broma, propuso instalar una batiseñal en el monumento «para disminuir la sensación de inseguridad en la ciudad» y «para darle sentido a $9 000 000 de cemento [... y] al gasto público de luz».

## Galería

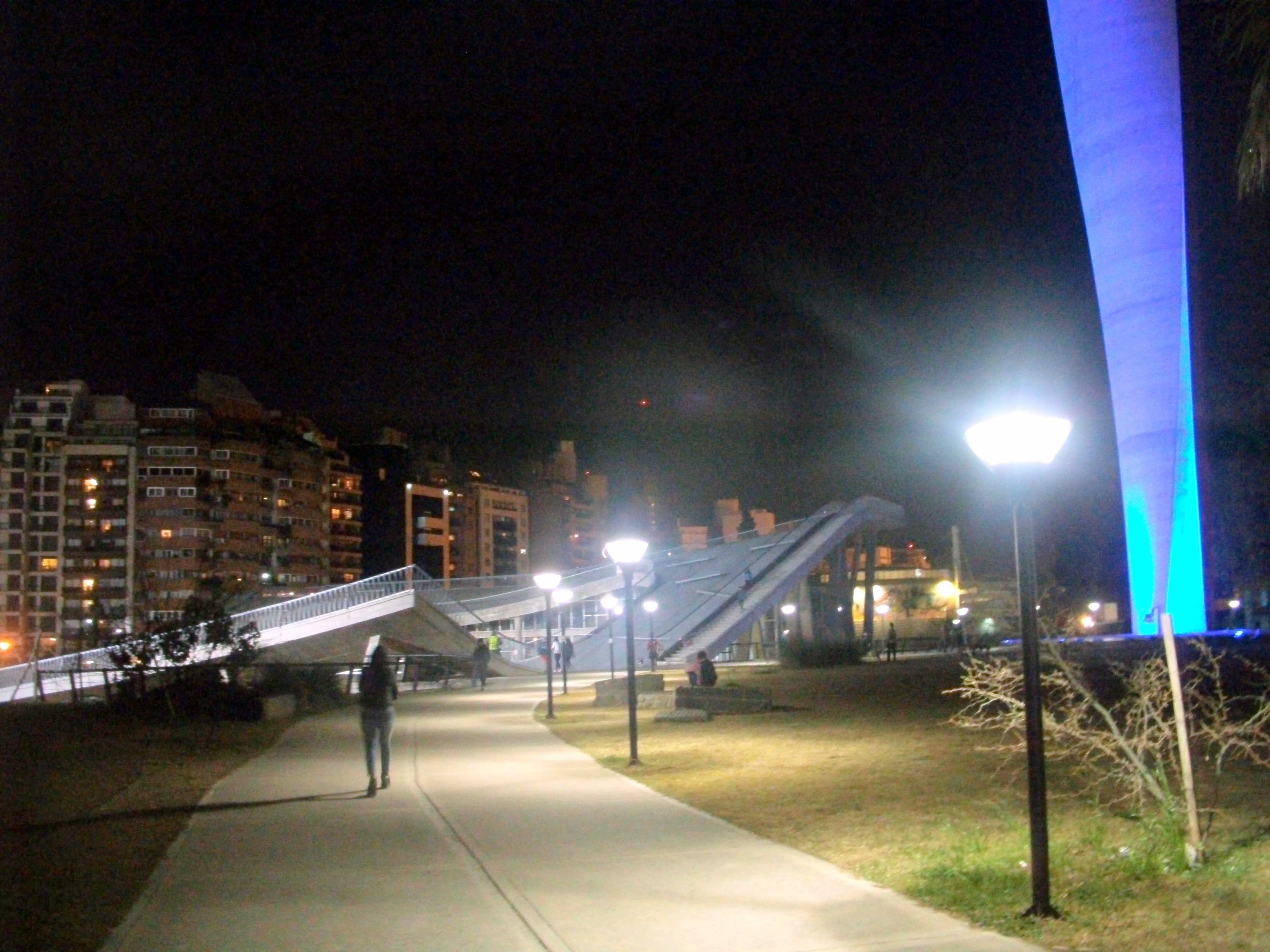
El nuevo centro de interpretación con faro y miradores
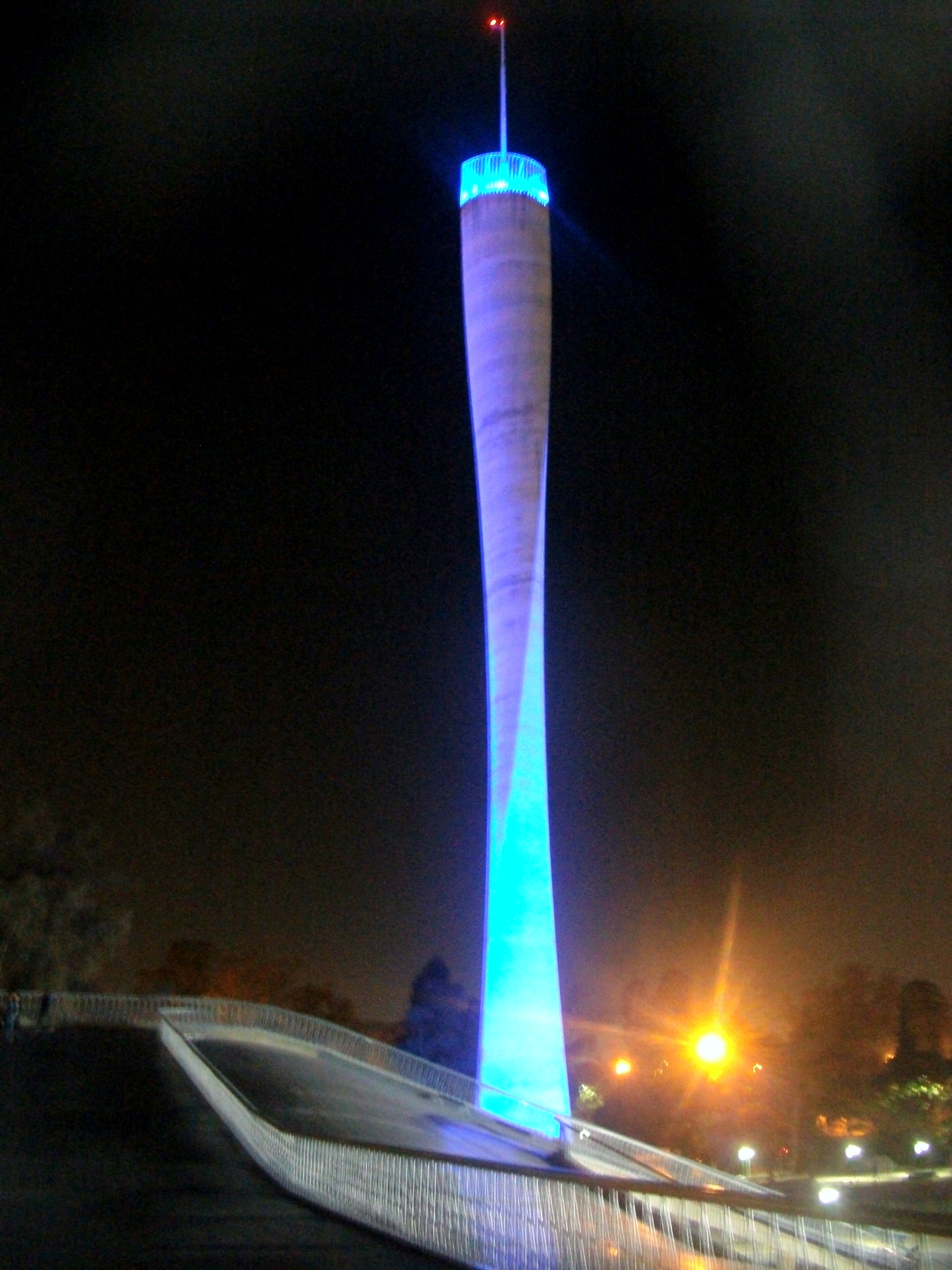
El imponente faro que homenajea el bicentenario argentino. El enfoque viene desde los miradores.
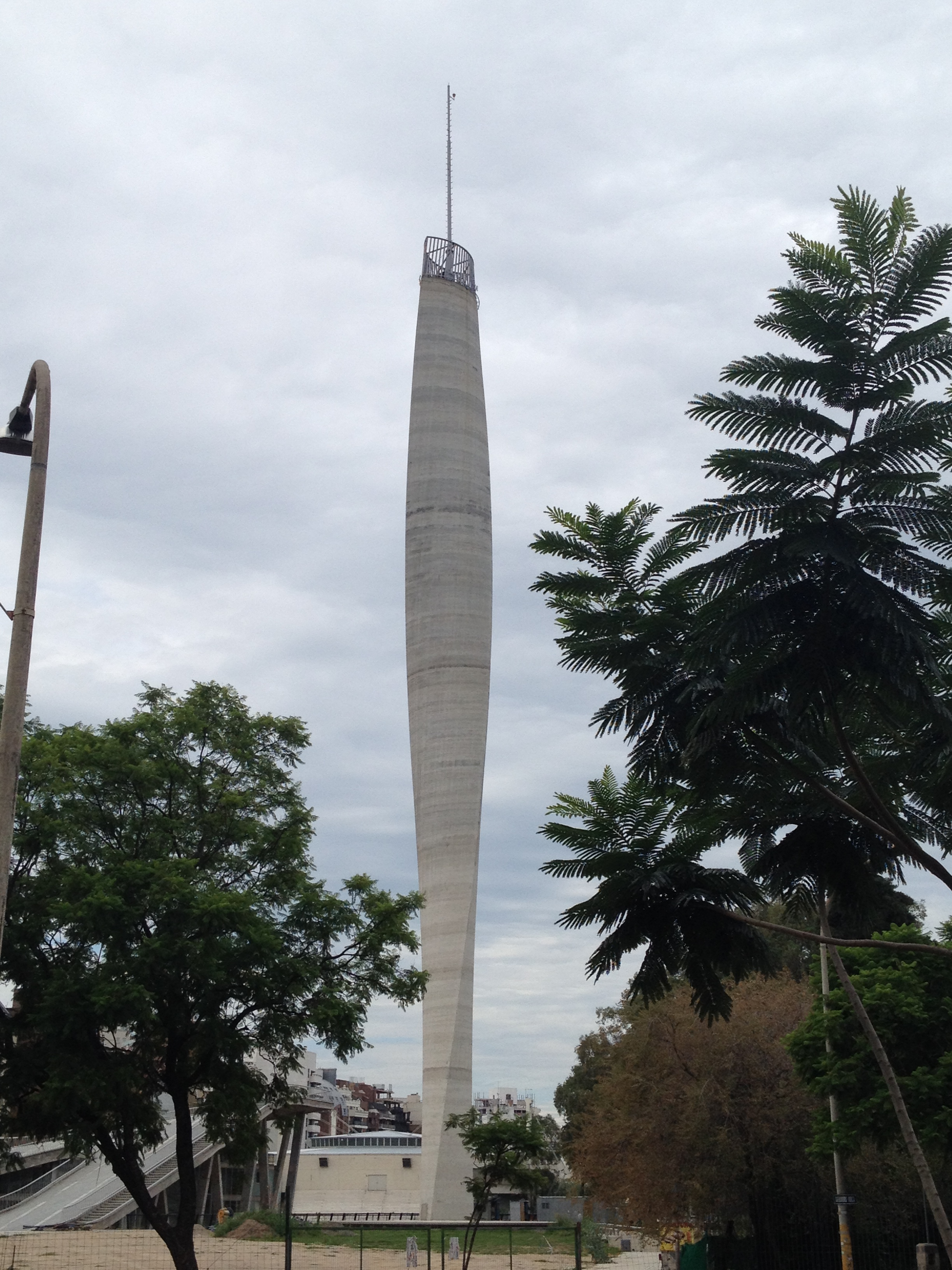
Vista en horario diurno el faro desde Plaza de Bicentenario.